# فرانكو فاسانو
فرانكو فاسانو (بالإيطالية: Franco Fasano)‏ هو مغن مؤلف ومنتج أسطوانات ومغني وملحن إيطالي، ولد في 30 يونيو 1961 في ألبينجا في إيطاليا.

## وصلات خارجية
- فرانكو فاسانو على موقع ميوزك برينز (الإنجليزية)
- فرانكو فاسانو على موقع أول ميوزيك (الإنجليزية)
- فرانكو فاسانو على موقع ديسكوغز (الإنجليزية)

- الموقع الرسمي